# リチャード・C・サラフィアン
リチャード・カスパー・サラフィアン（Richard Caspar Sarafian, 1930年4月28日 - 2013年9月18日）は、アメリカ合衆国の映画監督、俳優。

## 来歴
ニューヨークにアルメニア移民の子として生まれる。ニューヨーク大学中退後、陸軍に入隊、朝鮮戦争中はミズーリ州カンザスシティの基地に配属され、そこで後にやはり映画監督となり、生涯の友人となるロバート・アルトマンと知り合う。
除隊後、1960年代からカンザスシティでテレビの監督の仕事についたアルトマンの助手として働き始め、やがて自身も監督に転じる。
『マーベリック』、『サンセット77』、『トワイライト・ゾーン』、『バークレー牧場』、『アイ・スパイ』、『バットマン』など、多くの有名テレビドラマを監督したのち、映画にも進出、主にアクション映画を手掛けた。特に『バニシング・ポイント』は、アメリカン・ニューシネマの代表作の一つとして高い評価を受けている。晩年は俳優としても活躍した。
5人の子供をもうけ、そのうち息子のテディ・サラフィアンは脚本家に、デラン・サラフィアンは父と同じ映画監督になった。
2013年9月18日、肺炎のため死去。83歳。

## 主な作品

### 監督
- 野にかける白い馬のように Run Wild, Run Free (1969)
- ポンペイ殺人事件 Fragment of Fear (1970)
- バニシング・ポイント Vanishing Point (1971)
- 荒野に生きる Man in the Wilderness (1971)
- ロリ・マドンナ戦争 Lolly-Madonna XXX (1973)
- キャット・ダンシング The Man Who Loved Cat Dancing (1973)
- いとしき暗殺者 The Next Man (1976)
- サンバーン Sunburn (1979)
- 暴走パニック超特急 Disaster on the Coastliner (1979) テレビ映画
- 草原の輝き Splendor in the Grass (1981) テレビ映画
- ギャング Gangster Wars (1981) テレビ映画
- ワイルドサイド Wild Side (1985) テレビ映画
- アイ・オブ・ザ・タイガー Eye of the Tiger (1986)
- 地獄の必殺人/シャドー・ウルフ Street Justice (1987)
- クライシス2050 Solar Crisis (1990)

### 出演
- バグジー Bugsy (1991)
- ジャック・ルビー Ruby (1992)
- ガンメン Gunmen (1994)
- ドンファン Don Juan DeMarco (1995)
- クロッシング・ガード The Crossing Guard (1996)
- ゴッチ・ザ・マフィア/武闘派暴力組織 Gotti (1996) テレビ映画
- バウンド Bound (1996)
- ブルワース Bulworth (1998)
- ブルー・ストリーク Blue Streak (1999)
- ヴァージン・ハンド Picking Up the Pieces (2000)
- ドクター・ドリトル2 Dr. Dolittle 2 (2001) 声の出演
- ボブ・ディランの頭のなか Masked and Anonymous (2003)